# Assedio di Lankaran
L'assedio di Lankaran (in persiano محاصره لنکران‎; in russo Штурм Ленкорани?) ebbe luogo dal 7 al 13 gennaio 1813, durante la guerra russo-persiana del 1804-1813. Lankaran, situata nella regione di Talish, era stata precedentemente occupata da Mir-Mostafa Khan, sovrano del Khanato taliscio. Nell'agosto del 1812 Mir-Mostafa Khan fu cacciato dalla città dalle forze persiane. Lankaran, caduta in mano ai persiani, fu presto assediata dal comandante russo Pëtr Stepanovič Kotljarevskji, che aveva da poco sconfitto il principe ereditario persiano Abbas Mirza nella battaglia di Aslanduz.
Poco prima dell'assedio, Kotljarevskij offrì ai 4000 soldati di stanza e al loro comandante Sadeq Khan Qajar la possibilità di arrendersi, ma questi rifiutarono. Kotljarevskij iniziò quindi il bombardamento della città, che fu espugnata dai russi il 13 gennaio 1813. Sadeq Khan e la maggior parte dei difensori morirono, mentre Kotljarevskij fu ferito. Mir-Mostafa Khan fu reintegrato e il Khanato taliscio ritornò sotto la sovranità russa.
La guerra, di fatto, si concluse dopo l'assedio di Lankaran, in quanto la dinastia Qajar fu presto costretta ad accettare una pace sfavorevole. Il 24 ottobre 1813 Persia e la Impero russo firmarono il trattato di Golestan

## Contesto
Lankaran è una città situata nella parte settentrionale della regione di Talish. Nel 1747, alla morte del sovrano persiano Nadir Shah, Lankaran divenne capitale del neocostituito Khanato taliscio. Come altri khanati del Caucaso, quello taliscio era considerato una dipendenza della Persia, anche quando gli shah non avevano sufficiente potere per imporre il loro dominio nell'area. Fin dagli anni 1760 i russi avevano mostrato interesse per il Caucaso, ed erano sempre più decisi a impegnarsi nell'area e a estendervi la propria influenza. La guerra russo-persiana del 1804-1813 scoppiò quando i russi presero la città di Ganja, che era governata dal Khanato di Ganja.
Il khan taliscio, Mir-Mostafa Khan, continuava a spostare la sua fedeltà tra Persia e Russia, cosa che aveva stancato sia il sovrano persiano, Fath-Ali Shah Qajar, sia il suo erede designato, Abbas Mirza. Dopo aver tentato senza successo di far schierare nuovamente Mir-Mostafa Khan con la Persia, fu deciso di porre fine alla sua autorità su Lankaran. Una forza persiana unificata proveniente da diverse località e direzioni assaltò Lankaran nell'agosto 1812, sbaragliando le forze di Mir-Mostafa Khan e dei russi che lo aiutavano. Mir-Mostafa Khan riuscì a fuggire a Göyşaban.
Abbas Mirza aveva però ignorato i suggerimenti degli ufficiali britannici, che gli avevano chiesto di istituire una guarnigione ad Aslanduz in modo di scoraggiare attacchi russi. Kotljarevskij ne approfittò e organizzò due fortunate imboscate contro i persiani, causando danni significativi e catturando la maggior parte dell'artiglieria di Abbas Mirza. Dopo la battaglia di Aslanduz, Abbas Mirza si ritirò verso Tabriz e Kotljarevskij ebbe l'occasione di attaccare Lankaran.

## L'assedio

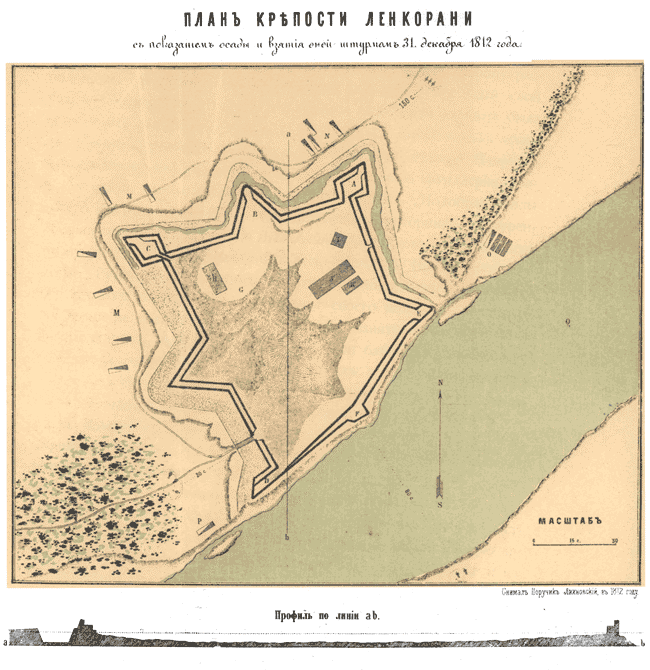
Pianta russa della fortezza di Lankaran

Il 7 gennaio 1813 Kotljarevskij iniziò l'assedio di Lankaran, difesa da 4000 soldati agli ordini di Sadeq Khan Qajar. Il giorno seguente Kotljarevskij contattò Sadeq Khan e gli chiese di consegnargli il forte. Continuò dicendo che i russi avevano sconfitto Abbas Mirza ad Aslanduz e che Fath-Ali Shah (al quale si riferiva usando il nome di Baba Khan) non era in grado di opporsi ai russi. Sadeq Khan non era disposto ad arrendersi, perché Abbas Mirza gli aveva ordinato di tenere il forte fino all'ultimo uomo. Kotljarevskij diede allora l'ordine alle navi di bombardare la città. Il 10 gennaio i difensori furono nuovamente contattati da Kotljarevskij, che li esortò ad arrendersi per salvare sé stessi, le mogli, i figli e i loro beni. Ribadì che Abbas Mirza era statao sconfitto e che la fortezza di Arkevan era stata distrutta.
Il 12 gennaio, Kotljarevskij diede ai difensori tre ore di tempo per arrendersi. Poi, avendo esaurito le granate, ordinò alle truppe di assaltare la città. Aveva organizzato il grosso delle sue truppe in tre colonne, ma aveva fatto circondare la sua artiglieria da due compagnie del Reggimento Granatieri della Georgia per dare l'impressione di voler lanciare l'assalto principale in un sol punto. La prima colonna era guidata dal tenente colonnello Ušakov e comprendeva sei compagnie del Reggimento Granatieri della Georgia; la seconda colonna era guidata dal maggiore Povališin e comprendeva 297 membri del Battaglione Navale del Caspio e due compagnie del Reggimento Troickij; la terza colonna era guidata dal maggiore Tereškevič e comprendeva 350 membri del Reggimento Granatieri della Georgia e del 17º Reggimento Jäger. 1661 soldati, 59 ufficiali e 37 appartenenti alle bande militari costituivano l'intero contingente.
Alle colonne fu ordinata, per le cinque del mattino, una rapida scalata delle mura del forte. I russi vennero attaccati dai difensori per le tre ore successive e negli scontri morirono numerosi ufficiali, tra cui Ušakov. Quando Kotljarevskij venne a sapere che le truppe di Ušakov, dopo la morte di questo, erano rimaste nelle trincee che circondavano il forte, ne assunse il comando. In seguito rimase ferito tre volte, di cui una alla guancia, e svenne mentre giaceva sui corpi dei soldati morti. Il maggiore Abkhazov dei Granatieri georgiani riuscì a scalare le mura, facendo spostare l'attenzione dell'artiglieria persiana. Il forte fu infine conquistato dopo che la seconda e la terza colonna scalarono le mura.
Durante l'assedio persero la vita 3737 persiani, oltre a Sadeq Khan e ad altri dieci khan. Le perdite russe furono di 325 soldati e 16 ufficiali morti e di 584 soldati e 25 ufficiali feriti. Kotljarevskij fu trovato ferito tra i cadaveri e ricevette cure mediche. I russi catturarono la mazza d'argento di Sadeq Khan, due stendardi, otto pezzi d'artiglieria e un'enorme quantità di provviste e munizioni.

## Conseguenze
in seguito alla presa di Lankaran da parte dei russi, Mir-Mostafa Khan fu reintegrato e il Khanato taliscio si trovò così di nuovo sotto la sovranità russa. La guerra si concluse di fatto con gli eventi di Aslanduz e Lankaran. Le scaramucce al confine continuarono per un po' durante il 1813. I persiani, che entro l'estate avevano ricotituito l'esercito, erano incoraggiati dai sempre maggiori impegni russi nei conflitti europei e facevano affidamento sui finanziamenti del Regno Unito. La Persia, però, fu presto costretta ad accettare una pace sfavorevole, poiché il Regno Unito decise che non valeva più la pena di continuare a sostenere il conflitto. Il 24 ottobre 1813 la Persia e la Russia firmarono il trattato di Golestan, con il quale la Persia accettava di cedere alla Russia la maggior parte dei suoi possedimenti nel Caucaso orientale, compresa la parte settentrionale della regione di Talish.
Fath-Ali Shah non considerò la fine della guerra con la Russia come la fine del conflitto con Mir-Mostafa Khan. Ora che Mir-Mostafa Khan si trovava in una terra governata dai russi, Fath-Ali Shah non era in grado di colpirlo direttamente e cercò quindi di trovare altri mezzi per danneggiarlo. Per impedire a Mir-Mostafa Khan di prendere il controllo di tutto il Talish, Fath-Ali Shah divise il Talish meridionale, ancora soggetto al Persia, tra i signori della guerra locali. A questi diede proprietà e il titolo ereditario di khan. Approfittò anche del loro odio per Mir-Mostafa Khan, incoraggiandoli a liberarsi dal suo dominio. Durante la successiva guerra russo-persiana del 1826-1828, il figlio e successore di Mir-Mostafa Khan, Mir-Hasan Khan, si schierò con la Persia.